# Rufus King (politico)
Rufus King (Scarborough, 24 marzo 1755 – New York, 29 aprile 1827) è stato un diplomatico, politico e avvocato statunitense.
Ricoprì la carica di delegato dello Stato del Massachusetts presso il Congresso Continentale e rappresentò di seguito lo Stato di New York presso il Senato. Fu anche inviato come diplomatico in Gran Bretagna. Si candidò per le cariche di Vicepresidente degli Stati Uniti nel 1804 e nel 1808 e come candidato alla presidenza nel 1816.

## Carriera
Rufus King nacque a Scarborough, che all'epoca faceva ancora parte dello Stato del Massachusetts prima che divenisse parte del Maine. Si iscrisse alla Dummer Academy, l'odierna Governor's Academy e successivamente al Harvard College. Intraprese uno studio per divenire avvocato ma i suoi studi furono interrotti dalla Guerra d'indipendenza, quando King si arruolò come volontario nella milizia.
Con il grado di maggiore fu l'aiutante di campo del generale Sullivan nella battaglia di Rhode Island. Alla fine della guerra di indipendenza proseguì i suoi studi e a partire dal 1780 avviò la sua carriera da avvocato a Newburyport. Nel 1783 fu eletto nell'assemblea di Stato del Massachusetts che lo inviò come delegato presso il congresso dal 1784 al 1787.

### Carriera politica
Nel 1787 King fu inviato presso il congresso di Filadelfia dove collaborò a stretto contatto con Alexander Hamilton nel Committee of Style and Arrangement. Ritornato in Massachusetts si impegnò affinché il parlamento del Massachusetts ratificasse la nuova costituzione e si candidò come senatore del Massachusetts, anche se poi non riuscì ad essere eletto.
Su pressioni di Hamilton si candidò alla carica di deputato dello Stato di New York nel 1788. Fu quindi eletto come senatore dello Stato di New York nel 1789 e rimase in carica fino al 1796 per essere rieletto una seconda volta dal 1813 al 1825. King fu inoltre l'autore del Navigation Act del 1818.